# Hermann Parzinger
Hermann Parzinger, (ur. 12 marca 1959 w Monachium) – niemiecki archeolog i prehistoryk.
Studiował na uczelniach w Monachium, Saarbrücken i w Lublanie. Prowadził stanowiska archeologiczne kolejno w Iranie, Kazachstanie, Rosji, Turcji, Hiszpanii, Rosji. Jest specjalistą w zakresie kultury scytyjskiej. Odkrył m.in. mumię wojownika (Ałtaj) oraz grób książęcy (Suwa, Rosja).
Od 1995 roku dyrektor oddziału Eurazji w Niemieckim Instytucie Archeologicznym w Berlinie. W 1998 roku otrzymał nagrodę Leibnitza za działalność badawczą. W 2003 roku został prezesem Instytutu. W 2006 roku został wyznaczony na następcę prezesa Fundacji Pruskiego Dziedzictwa Kulturalnego, którym został w 2008 roku.
W 2011 otrzymał Pour le Mérite za Naukę i Sztukę.
Hobby tego naukowca to judo. W tej dyscyplinie jest posiadaczem czarnego pasa.